# Serie A1 w piłce siatkowej kobiet (2022/2023)
Serie A1 2022/2023 – 78. sezon walki o mistrzostwo Włoch organizowany przez Lega Pallavolo Serie A pod egidą Włoskiego Związku Piłki Siatkowej (wł. Federazione Italiana Pallavolo, FIPAV).

## Polki w Serie A
| Imię i nazwisko            | Klub                           |
| -------------------------- | ------------------------------ |
| Joanna Wołosz              | Prosecco Doc Imoco Conegliano  |
| Magdalena Stysiak          | Vero Volley Monza              |
| Olivia Różański            | Reale Mutua Fenera Chieri      |
| Monika Gałkowska           | Bartoccini Fortinfissi Perugia |
| Martyna Grajber-Nowakowska | Wash4Green Pinerolo            |
| Aleksandra Lipska          | Cbf Balducci Hr Macerata       |

## Drużyny uczestniczące
| \| \| Uczestnicy poprzedniej edycji \| \| \| \| --------------------------------------------------------------------------------------------------------------------------------------------------------------------------------- \| -------------------------------------- \| -- \| --- \| \| CON \| Prosecco Doc Imoco Conegliano \| 1 \| LM \| \| MON \| Vero Volley Monza \| 3 \| LM \| \| NOV \| Igor Gorgonzola Novara \| 2 \| LM \| \| SCA \| Savino Del Bene Scandicci \| 4 \| CEV \| \| BUS \| E-Work Busto Arsizio \| 5 \| CEV \| \| CHI \| Reale Mutua Fenera Chieri \| 6 \| PCh \| \| CUN \| Cuneo Granda Volley \| 7 \| \| \| FIR \| Il Bisonte Firenze \| 8 \| \| \| VAL \| Megabox Ondulati Del Savio Vallefoglia \| 9 \| \| \| PER \| Bartoccini Fortinfissi Perugia \| 10 \| \| \| CAS \| Trasporti Pesanti Casalmaggiore \| 11 \| \| \| BER \| Volley Bergamo 1991 \| 12 \| \| \| \| Awans z Serie A2 \| \| \| \| PIN \| Wash4Green Pinerolo \| 1 \| \| \| MAC \| Cbf Balducci Hr Macerata \| 2 \| \| \| Oznaczenia: - kolumna pierwsza – skróty nazw drużyn wpisane na mapie (jeśli ta została zamieszczona), - kolumna trzecia – miejsce zajęte przez daną drużynę w poprzednim sezonie. \| \| \| \| |                                        | CONMONNOVSCABUSCHICUNFIRVALPERCASBERPINMAC Lokalizacja klubów |     |
| | Uczestnicy poprzedniej edycji          |                                                               |     |
| CON | Prosecco Doc Imoco Conegliano          | 1                                                             | LM  |
| MON | Vero Volley Monza                      | 3                                                             | LM  |
| NOV | Igor Gorgonzola Novara                 | 2                                                             | LM  |
| SCA | Savino Del Bene Scandicci              | 4                                                             | CEV |
| BUS | E-Work Busto Arsizio                   | 5                                                             | CEV |
| CHI | Reale Mutua Fenera Chieri              | 6                                                             | PCh |
| CUN | Cuneo Granda Volley                    | 7                                                             |     |
| FIR | Il Bisonte Firenze                     | 8                                                             |     |
| VAL | Megabox Ondulati Del Savio Vallefoglia | 9                                                             |     |
| PER | Bartoccini Fortinfissi Perugia         | 10                                                            |     |
| CAS | Trasporti Pesanti Casalmaggiore        | 11                                                            |     |
| BER | Volley Bergamo 1991                    | 12                                                            |     |
| | Awans z Serie A2                       |                                                               |     |
| PIN | Wash4Green Pinerolo                    | 1                                                             |     |
| MAC | Cbf Balducci Hr Macerata               | 2                                                             |     |
| Oznaczenia: - kolumna pierwsza – skróty nazw drużyn wpisane na mapie (jeśli ta została zamieszczona), - kolumna trzecia – miejsce zajęte przez daną drużynę w poprzednim sezonie. |                                        |                                                               |     |

## Hale sportowe
| Klub                                   | Hala sportowa                                  | Liczba miejsc siedzących |
| -------------------------------------- | ---------------------------------------------- | ------------------------ |
| Bartoccini Fortinfissi Perugia         | PalaBarton                                     | 5 300                    |
| Cbf Balducci Hr Macerata               | Palasport Fontescodella                        | 4200                     |
| Cuneo Granda Volley                    | PalaCastagneretta                              | 4 700                    |
| E-Work Busto Arsizio                   | PalaYamamay                                    | 5 000                    |
| Igor Gorgonzola Novara                 | PalaTerdoppio                                  | 5 000                    |
| Il Bisonte Firenze                     | Palazzo Wanny                                  | 3 500                    |
| Megabox Ondulati Del Savio Vallefoglia | Palazzetto dello sport Alberto Carneroli       | 1 612                    |
| Prosecco Doc Imoco Conegliano          | PalaVerde                                      | 5 344                    |
| Reale Mutua Fenera Chieri              | PalaMaddalene                                  | 1 200                    |
| Savino Del Bene Scandicci              | Palazzo Wanny                                  | 3 500                    |
| Trasporti Pesanti Casalmaggiore        | PalaRadi                                       | 3 519                    |
| Vero Volley Monza                      | Candy Arena                                    | 4 500                    |
| Volley Bergamo 1991                    | Palazzetto Dello Sport                         | 2 250                    |
| Wash4Green Pinerolo                    | Palazzetto Dello Sport Di Villafranca Piemonte |                          |

## Trenerzy
| Klub                                   | Pierwszy trener       | Narodowość | Drugi trener         | Narodowość    |
| -------------------------------------- | --------------------- | ---------- | -------------------- | ------------- |
| Bartoccini Fortinfissi Perugia         | Matteo Bertini        | Włochy     | Andrea Giovi         | Włochy        |
| Cbf Balducci Hr Macerata               | Luca Paniconi         | Włochy     | Michele Carancini    | Włochy        |
| Cuneo Granda S.Bernardo                | Emanuele Zanini       | Włochy     | Domenico Petruzzelli | Włochy        |
| E-Work Busto Arsizio                   | Marco Musso           | Włochy     | Marco Gaviraghi      | Włochy        |
| Igor Gorgonzola Novara                 | Stefano Lavarini      | Włochy     | Davide Baraldi       | Włochy        |
| Il Bisonte Firenze                     | Carlo Parisi          | Włochy     | Marcello Cervellin   | Włochy        |
| Megabox Ondulati Del Savio Vallefoglia | Andrea Mafrici        | Włochy     | Giacomo Passeri      | Włochy        |
| Prosecco Doc Imoco Conegliano          | Daniele Santarelli    | Włochy     | Valerio Lionetti     | Włochy        |
| Reale Mutua Fenera Chieri              | Giulio Cesare Bregoli | Włochy     | Marco Sinibaldi      | Włochy        |
| Savino Del Bene Scandicci              | Massimo Barbolini     | Włochy     | Sándor Kántor        | Węgry/ Włochy |
| Trasporti Pesanti Casalmaggiore        | Andrea Pistola        | Włochy     | Mauro Tettamanti     | Włochy        |
| Vero Volley Monza                      | Marco Gaspari         | Włochy     | Luca Bucaioni        | Włochy        |
| Volley Bergamo 1991                    | Stefano Micoli        | Włochy     | Marco Zanelli        | Włochy        |
| Wash4Green Pinerolo                    | Michele Marchiaro     | Włochy     | Alberto Naddeo       | Włochy        |

### Zmiany trenerów
| Przed sezonem                          |                 |        |            |                 |        |            |
| Bartoccini Fortinfissi Perugia         | Luca Cristofani | Włochy | 08.04.2022 | Matteo Bertini  | Włochy | 11.04.2022 |
| Cuneo Granda S.Bernardo                | Andrea Pistola  | Włochy | 19.04.2022 | Emanuele Zanini | Włochy | 15.09.2022 |
| Megabox Ondulati Del Savio Vallefoglia | Fabio Bonafede  | Włochy | 12.09.2022 | Andrea Mafrici  | Włochy | 12.09.2022 |
| Trasporti Pesanti Casalmaggiore        | Martino Volpini | Włochy | 05.2022    | Andrea Pistola  | Włochy | 16.05.2022 |
| W trakcie sezonu                       |                 |        |            |                 |        |            |
| Il Bisonte Firenze                     | Massimo Bellano | Włochy | 31.12.2022 | Carlo Parisi    | Włochy | 04.01.2023 |

## Rozgrywki

### Faza zasadnicza

#### Tabela wyników
| Gospodarz \ Gość1                      | CON | MON | NOV | SCA | BUS | CHI | CUN | FIR | VAL | PER | CAS | BER | PIN | MAC |
| -------------------------------------- | --- | --- | --- | --- | --- | --- | --- | --- | --- | --- | --- | --- | --- | --- |
| Prosecco Doc Imoco Conegliano          | -   | 3:1 | 3:1 | 0:3 | 3:1 | 3:0 | 3:0 | 3:1 | 3:1 | 3:0 | 3:1 | 3:0 | 3:2 | 3:0 |
| Vero Volley Monza                      | 0:3 | -   | 2:3 | 2:3 | 3:0 | 3:1 | 3:0 | 3:0 | 3:0 | 3:1 | 2:3 | 3:0 | 3:1 | 3:0 |
| Igor Gorgonzola Novara                 | 0:3 | 1:3 | -   | 3:0 | 3:2 | 0:3 | 3:1 | 3:0 | 3:0 | 3:0 | 3:2 | 3:1 | 3:0 | 3:0 |
| Savino Del Bene Scandicci              | 1:3 | 2:3 | 2:3 | -   | 2:3 | 3:0 | 3:0 | 3:1 | 3:0 | 3:0 | 3:0 | 3:0 | 3:1 | 3:1 |
| E-Work Busto Arsizio                   | 2:3 | 0:3 | 0:3 | 0:3 | -   | 1:3 | 3:1 | 3:0 | 3:0 | 3:0 | 3:1 | 3:0 | 3:0 | 3:0 |
| Reale Mutua Fenera Chieri              | 2:3 | 0:3 | 3:1 | 1:3 | 3:1 | -   | 3:1 | 3:0 | 3:0 | 3:0 | 3:0 | 1:3 | 3:1 | 3:0 |
| Cuneo Granda S.Bernardo                | 1:3 | 0:3 | 3:2 | 2:3 | 2:3 | 0:3 | -   | 2:3 | 2:3 | 3:2 | 0:3 | 2:3 | 3:1 | 3:0 |
| Il Bisonte Firenze                     | 0:3 | 0:3 | 2:3 | 2:3 | 2:3 | 3:0 | 2:3 | -   | 2:3 | 3:1 | 1:3 | 3:2 | 3:0 | 3:0 |
| Megabox Ondulati Del Savio Vallefoglia | 0:3 | 1:3 | 1:3 | 1:3 | 3:0 | 1:3 | 3:2 | 0:3 | -   | 3:0 | 2:3 | 3:1 | 3:1 | 3:0 |
| Bartoccini Fortinfissi Perugia         | 0:3 | 2:3 | 1:3 | 0:3 | 3:0 | 0:3 | 2:3 | 3:1 | 2:3 | -   | 3:0 | 0:3 | 3:2 | 3:2 |
| Trasporti Pesanti Casalmaggiore        | 0:3 | 2:3 | 2:3 | 1:3 | 3:2 | 2:3 | 3:1 | 3:2 | 3:0 | 3:0 | -   | 3:0 | 1:3 | 3:1 |
| Volley Bergamo 1991                    | 0:3 | 3:2 | 3:1 | 1:3 | 3:1 | 1:3 | 2:3 | 3:0 | 3:1 | 3:0 | 3:1 | -   | 3:1 | 3:0 |
| Wash4Green Pinerolo                    | 0:3 | 0:3 | 2:3 | 1:3 | 1:3 | 1:3 | 0:3 | 2:3 | 1:3 | 3:1 | 3:2 | 3:0 | -   | 3:2 |
| Cbf Balducci Hr Macerata               | 0:3 | 0:3 | 1:3 | 0:3 | 3:1 | 0:3 | 0:3 | 0:3 | 0:3 | 3:1 | 1:3 | 3:2 | 2:3 | -   |

Źródło: (wł.)
1 Drużyna gospodarzy jest wymieniona po lewej stronie tabeli.
Kolory:
  zwycięstwo gospodarzy 3:0 lub 3:1
  zwycięstwo gospodarzy 3:2
  zwycięstwo gości 3:0 lub 3:1
  zwycięstwo gości 3:2

#### Terminarz i wyniki[2]
1. kolejka
| 22.10.2022 20:30 | Vero Volley Monza | 3:1 (25:16, 25:17, 27:29, 25:13) raport | Wash4Green Pinerolo | Widzów: 2875 MVP: Raphaela Folie |

| 23.10.2022 17:00 | Reale Mutua Fenera Chieri | 3:0 (25:14, 25:17, 25:12) raport | Trasporti Pesanti Casalmaggiore | Widzów: 1046 MVP: Kaja Grobelna |

| 23.10.2022 17:00 | Igor Gorgonzola Novara | 3:0 (25:15, 25:10, 25:21) raport | Cbf Balducci Hr Macerata | Widzów: 2600 MVP: Ebrar Karakurt |

| 23.10.2022 17:00 | Bartoccini Fortinfissi Perugia | 0:3 (17:25, 24:26, 21:25) raport | Savino Del Bene Scandicci | Widzów: 550 MVP: Ekaterina Antropova |

| 23.10.2022 17:00 | Il Bisonte Firenze | 2:3 (25:16, 17:25, 25:16, 21:25, 10:15) raport | E-Work Busto Arsizio | Widzów: 580 MVP: Rosamaria Montibeller |

| 23.10.2022 17:00 | Megabox Ondulati Del Savio Vallefoglia | 3:2 (20:25, 23:25, 25:18, 25:23, 15:12) raport | Cuneo Granda S.Bernardo | Widzów: 404 MVP: Giulia Carraro |

| 23.10.2022 19:30 | Prosecco Doc Imoco Conegliano | 3:0 (25:14, 25:21, 25:18) raport | Volley Bergamo 1991 | Widzów: 3613 MVP: Isabelle Haak |

2. kolejka
| 26.10.2022 20:30 | Savino Del Bene Scandicci | 3:0 (25:18, 25:14, 25:16) raport | Megabox Ondulati Del Savio Vallefoglia | Widzów: 700 MVP: Ekaterina Antropova |

| 26.10.2022 20:30 | Volley Bergamo 1991 | 3:0 (25:19, 25:17, 27:25) raport | Il Bisonte Firenze | Widzów: 727 MVP: Božana Butigan |

| 26.10.2022 20:30 | Cbf Balducci Hr Macerata | 3:1 (25:21, 25:17, 22:25, 25:19) raport | Bartoccini Fortinfissi Perugia | Widzów: 750 MVP: Alessia Fiesoli |

| 26.10.2022 20:30 | E-Work Busto Arsizio | 2:3 (23:25, 18:25, 25:22, 25:22, 10:15) raport | Prosecco Doc Imoco Conegliano | Widzów: 2119 MVP: Isabelle Haak |

| 26.10.2022 20:30 | Wash4Green Pinerolo | 2:3 (17:25, 25:22, 30:28, 23:25, 11:15) raport | Igor Gorgonzola Novara | Widzów: 1500 MVP: Ebrar Karakurt |

| 26.10.2022 20:30 | Trasporti Pesanti Casalmaggiore | 2:3 (25:27, 21:25, 25:21, 26:24, 10:15) raport | Vero Volley Monza | Widzów: 1265 MVP: Magdalena Stysiak |

| 27.10.2022 20:30 | Cuneo Granda S.Bernardo | 0:3 (18:25, 20:25, 14:25) raport | Reale Mutua Fenera Chieri | Widzów: 1122 MVP: Francesca Bosio |

3. kolejka
| 29.10.2022 20:30 | Igor Gorgonzola Novara | 3:0 (25:17, 25:19, 25:18) raport | Savino Del Bene Scandicci | Widzów: 3500 MVP: Caterina Bosetti |

| 30.10.2022 17:00 | Reale Mutua Fenera Chieri | 3:0 (25:15, 25:16, 25:17) raport | Cbf Balducci Hr Macerata | Widzów: 818 MVP: Héléna Cazaute |

| 30.10.2022 17:00 | Megabox Ondulati Del Savio Vallefoglia | 0:3 (13:25, 18:25, 25:27) raport | Prosecco Doc Imoco Conegliano | Widzów: 754 MVP: Joanna Wołosz |

| 30.10.2022 17:00 | Cuneo Granda S.Bernardo | 0:3 (17:25, 20:25, 21:25) raport | Trasporti Pesanti Casalmaggiore | Widzów: 1193 MVP: Alexandra Frantti |

| 30.10.2022 17:00 | Bartoccini Fortinfissi Perugia | 3:0 (25:21, 25:21, 25:17) raport | E-Work Busto Arsizio | Widzów: 540 MVP: Linda Nwakalor |

| 30.10.2022 17:00 | Vero Volley Monza | 3:0 (25:22, 25:22, 25:21) raport | Volley Bergamo 1991 | Widzów: 2825 MVP: Alessia Orro |

| 30.10.2022 19:30 | Il Bisonte Firenze | 3:0 (25:10, 25:20, 25:18) raport | Wash4Green Pinerolo | Widzów: 423 MVP: Rhamat Alhassan |

4. kolejka
| 02.11.2022 20:30 | E-Work Busto Arsizio | 0:3 (15:25, 19:25, 20:25) raport | Igor Gorgonzola Novara | MVP: Ilaria Battistoni |

| 02.11.2022 20:30 | Cbf Balducci Hr Macerata | 0:3 (11:25, 20:25, 16:25) raport | Il Bisonte Firenze | Widzów: 875 MVP: Britt Herbots |

| 02.11.2022 20:30 | Prosecco Doc Imoco Conegliano | 3:0 (25:19, 25:21, 25:22) raport | Reale Mutua Fenera Chieri | Widzów: 2430 MVP: Alexa Gray |

| 02.11.2022 20:30 | Savino Del Bene Scandicci | 3:0 (28:26, 25:23, 25:20) raport | Trasporti Pesanti Casalmaggiore | Widzów: 711 MVP: Brenda Castillo |

| 02.11.2022 20:30 | Wash4Green Pinerolo | 1:3 (20:25, 25:19, 16:25, 22:25) raport | Megabox Ondulati Del Savio Vallefoglia | Widzów: 800 MVP: Tatjana Koszelewa |

| 02.11.2022 20:45 | Bartoccini Fortinfissi Perugia | 2:3 (25:23, 20:25, 25:22, 27:29, 10:15) raport | Vero Volley Monza | Widzów: 460 |

| 09.11.2022 20:30 | Volley Bergamo 1991 | 2:3 (28:26, 22:25, 25:27, 25:22, 13:15) raport | Cuneo Granda S.Bernardo | Widzów: 898 MVP: Noemi Signorile |

5. kolejka
| 05.11.2022 20:30 | Vero Volley Monza | 3:0 (25:23, 25:17, 25:23) raport | Cbf Balducci Hr Macerata | Widzów: 2304 MVP: Jordan Thompson |

| 05.11.2022 21:00 | Cuneo Granda S.Bernardo | 1:3 (25:21, 18:25, 24:26, 19:25) raport | Prosecco Doc Imoco Conegliano | Widzów: 1782 MVP: Kelsey Cook |

| 06.11.2022 17:00 | Reale Mutua Fenera Chieri | 3:0 (25:22, 25:14, 25:12) raport | Il Bisonte Firenze | Widzów: 1046 MVP: Francesca Villani |

| 06.11.2022 17:00 | Megabox Ondulati Del Savio Vallefoglia | 3:0 (25:18, 25:18, 25:21) raport | E-Work Busto Arsizio | Widzów: 468 MVP: Tatjana Koszelewa |

| 06.11.2022 17:00 | Wash4Green Pinerolo | 1:3 (13:25, 18:25, 25:22, 8:25) raport | Savino Del Bene Scandicci | Widzów: 980 MVP: Sara Alberti |

| 06.11.2022 17:00 | Igor Gorgonzola Novara | 3:1 (18:25, 25:21, 25:19, 25:21) raport | Volley Bergamo 1991 | Widzów: 2700 MVP: Sara Bonifacio |

| 06.11.2022 19:30 | Trasporti Pesanti Casalmaggiore | 3:0 (25:21, 25:16, 25:14) raport | Bartoccini Fortinfissi Perugia | Widzów: 1191 MVP: Alexandra Frantti |

6. kolejka
| 12.11.2022 20:30 | Vero Volley Monza | 3:0 (25:19, 25:10, 25:18) raport | Megabox Ondulati Del Savio Vallefoglia | Widzów: 2004 MVP: Alessia Orro |

| 12.11.2022 21:00 | Igor Gorgonzola Novara | 0:3 (16:25, 18:25, 23:25) raport | Reale Mutua Fenera Chieri | Widzów: 2200 MVP: Francesca Villani |

| 13.11.2022 17:00 | Cbf Balducci Hr Macerata | 0:3 (18:25, 11:25, 21:25) raport | Savino Del Bene Scandicci | Widzów: 1125 MVP: Ekaterina Antropova |

| 13.11.2022 17:00 | Volley Bergamo 1991 | 3:1 (22:25, 25:14, 25:19, 25:23) raport | E-Work Busto Arsizio | Widzów: 940 MVP: Lorrayna Marys |

| 13.11.2022 17:00 | Prosecco Doc Imoco Conegliano | 3:1 (25:19, 22:25, 25:17, 25:10) raport | Trasporti Pesanti Casalmaggiore | Widzów: 3530 MVP: Alessia Gennari |

| 13.11.2022 17:00 | Bartoccini Fortinfissi Perugia | 3:2 (25:21, 25:18, 23:25, 19:25, 15:10) raport | Wash4Green Pinerolo | Widzów: 490 MVP: Anastasia Guerra |

| 13.11.2022 19:30 | Il Bisonte Firenze | 2:3 (25:20, 23:25, 25:16, 21:25, 12:15) raport | Cuneo Granda S.Bernardo | Widzów: 704 MVP: Sofja Kuzniecowa |

7. kolejka
| 16.11.2022 20:30 | Bartoccini Fortinfissi Perugia | 0:3 (21:25, 22:25, 13:25) raport | Volley Bergamo 1991 | Widzów: 418 MVP: Lorrayna Marys |

| 16.11.2022 20:30 | Wash4Green Pinerolo | 0:3 (21:25, 20:25, 12:25) raport | Prosecco Doc Imoco Conegliano | Widzów: 1300 MVP: Monica De Gennaro |

| 16.11.2022 20:30 | Megabox Ondulati Del Savio Vallefoglia | 0:3 (20:25, 25:27, 11:25) raport | Il Bisonte Firenze | Widzów: 449 MVP: Carlotta Cambi |

| 16.11.2022 20:30 | Cuneo Granda S.Bernardo | 3:0 (25:22, 25:16, 25:20) raport | Cbf Balducci Hr Macerata | Widzów: 730 MVP: Gréta Szakmáry |

| 16.11.2022 20:30 | E-Work Busto Arsizio | 1:3 (14:25, 23:25, 25:20, 18:25) raport | Reale Mutua Fenera Chieri | Widzów: 1272 MVP: Francesca Villani |

| 16.11.2022 20:30 | Trasporti Pesanti Casalmaggiore | 2:3 (24:26, 25:22, 27:25, 13:25, 8:15) raport | Igor Gorgonzola Novara | Widzów: 1660 MVP: Ebrar Karakurt |

| 16.11.2022 20:30 | Savino Del Bene Scandicci | 2:3 (25:23, 21:25, 25:20, 24:26, 8:15) raport | Vero Volley Monza | Widzów: 1837 MVP: Jordan Thompson |

8. kolejka
| 19.11.2022 20:30 | Trasporti Pesanti Casalmaggiore | 3:1 (25:16, 25:22, 19:25, 27:25) raport | Cbf Balducci Hr Macerata | Widzów: 1421 MVP: Chiara De Bortoli |

| 20.11.2022 17:00 | E-Work Busto Arsizio | 3:0 (31:29, 25:21, 25:13) raport | Wash4Green Pinerolo | Widzów: 1635 MVP: Giorgia Zannoni |

| 20.11.2022 17:00 | Igor Gorgonzola Novara | 3:0 (25:19, 25:23, 25:22) raport | Il Bisonte Firenze | Widzów: 2200 MVP: Sara Bonifacio |

| 20.11.2022 17:00 | Volley Bergamo 1991 | 3:1 (20:25, 25:22, 25:21, 25:21) raport | Megabox Ondulati Del Savio Vallefoglia | Widzów: 1045 MVP: Giulia Gennari |

| 20.11.2022 17:00 | Reale Mutua Fenera Chieri | 1:3 (25:21, 20:25, 21:25, 23:25) raport | Savino Del Bene Scandicci | Widzów: 1508 MVP: Zhu Ting |

| 20.11.2022 17:00 | Prosecco Doc Imoco Conegliano | 3:1 (25:14, 25:23, 20:25, 25:16) raport | Vero Volley Monza | Widzów: 5344 MVP: Isabelle Haak |

| 20.11.2022 17:00 | Cuneo Granda S.Bernardo | 3:2 (24:26, 24:26, 25:19, 25:20, 15:11) raport | Bartoccini Fortinfissi Perugia | Widzów: 1729 MVP: Danielle Barton-Drews |

9. kolejka
| 09.11.2022 20:30 | Igor Gorgonzola Novara | 0:3 (25:27, 11:25, 23:25) raport | Prosecco Doc Imoco Conegliano | Widzów: 3600 MVP: Isabelle Haak |

| 27.11.2022 16:00 | Il Bisonte Firenze | 3:1 (25:17, 18:25, 25:18, 25:20) raport | Bartoccini Fortinfissi Perugia | Widzów: 701 MVP: Britt Herbots |

| 27.11.2022 17:00 | Wash4Green Pinerolo | 0:3 (22:25, 21:25, 18:25) raport | Cuneo Granda S.Bernardo | Widzów: 1502 MVP: Sofja Kuzniecowa |

| 27.11.2022 17:00 | Megabox Ondulati Del Savio Vallefoglia | 2:3 (25:20, 25:22, 24:26, 18:25, 12:15) raport | Trasporti Pesanti Casalmaggiore | Widzów: 436 MVP: Emilija Dimitrowa |

| 27.11.2022 18:00 | Vero Volley Monza | 3:1 (25:21, 25:19, 23:25, 25:21) raport | Reale Mutua Fenera Chieri | Widzów: 2317 MVP: Jovana Stevanović |

| 27.11.2022 20:00 | Cbf Balducci Hr Macerata | 3:2 (25:18, 25:18, 19:25, 16:25, 15:13) raport | Volley Bergamo 1991 | Widzów: 710 MVP: Alessia Fiesoli |

| 27.11.2022 20:30 | Savino Del Bene Scandicci | 2:3 (18:25, 25:20, 25:23, 11:25, 12:15) raport | E-Work Busto Arsizio | MVP: Rosamaria Montibeller |

10. kolejka
| 03.12.2022 21:00 | Bartoccini Fortinfissi Perugia | 1:3 (20:25, 15:25, 25:23, 26:28) raport | Igor Gorgonzola Novara | Widzów: 530 MVP: Cristina Chirichella |

| 04.12.2022 15:30 | Volley Bergamo 1991 | 3:1 (25:21, 24:26, 25:20, 25:23) raport | Wash4Green Pinerolo | Widzów: 896 MVP: Giada Cecchetto |

| 04.12.2022 17:00 | Reale Mutua Fenera Chieri | 3:0 (25:21, 25:16, 25:20) raport | Megabox Ondulati Del Savio Vallefoglia | Widzów: 1172 MVP: Kaja Grobelna |

| 04.12.2022 17:00 | E-Work Busto Arsizio | 3:0 (25:20, 25:16, 33:31) raport | Cbf Balducci Hr Macerata | Widzów: 1439 MVP: Katerina Zakchaiu |

| 04.12.2022 17:00 | Cuneo Granda S.Bernardo | 0:3 (19:25, 19:25, 22:25) raport | Vero Volley Monza | Widzów: 1514 MVP: Alessia Orro |

| 04.12.2022 17:00 | Il Bisonte Firenze | 1:3 (18:25, 25:22, 20:25, 17:25) raport | Trasporti Pesanti Casalmaggiore | Widzów: 912 MVP: Emilija Dimitrowa |

| 04.12.2022 20:00 | Prosecco Doc Imoco Conegliano | 0:3 (23:25, 22:25, 19:25) raport | Savino Del Bene Scandicci | Widzów: 4033 MVP: Ekaterina Antropova |

11. kolejka
| 23.11.2022 20:30 | Prosecco Doc Imoco Conegliano | 3:1 (25:18, 20:25, 25:18, 28:26) raport | Il Bisonte Firenze | Widzów: 2230 MVP: Marina Lubian |

| 10.12.2022 18:00 | Reale Mutua Fenera Chieri | 1:3 (25:15, 21:25, 22:25, 21:25) raport | Volley Bergamo 1991 | Widzów: 955 MVP: Giulia Gennari |

| 11.12.2022 17:00 | Savino Del Bene Scandicci | 3:0 (25:20, 25:22, 25:16) raport | Cuneo Granda S.Bernardo | Widzów: 892 MVP: Zhu Ting |

| 11.12.2022 17:00 | Megabox Ondulati Del Savio Vallefoglia | 3:0 (25:20, 25:22, 25:16) raport | Bartoccini Fortinfissi Perugia | Widzów: 347 MVP: Sofia D'Odorico |

| 11.12.2022 17:00 | Cbf Balducci Hr Macerata | 2:3 (25:23, 11:25, 25:21, 15:25, 12:15) raport | Wash4Green Pinerolo | Widzów: 650 MVP: Anna Gray |

| 11.12.2022 18:00 | Vero Volley Monza | 2:3 (19:25, 16:25, 25:22, 25:19, 11:15) raport | Igor Gorgonzola Novara | Widzów: 3003 MVP: Ebrar Karakurt |

| 11.12.2022 20:30 | Trasporti Pesanti Casalmaggiore | 3:2 (25:21, 19:25, 23:25, 25:20, 15:11) raport | E-Work Busto Arsizio | Widzów: 1508 MVP: Alexandra Frantti |

12. kolejka
| 30.11.2022 20:30 | Cbf Balducci Hr Macerata | 0:3 (23:25, 16:25, 11:25) raport | Prosecco Doc Imoco Conegliano | Widzów: 1370 MVP: Kathryn Plummer |

| 17.12.2022 20:00 | Igor Gorgonzola Novara | 3:0 (25:16, 25:19, 25:18) raport | Megabox Ondulati Del Savio Vallefoglia | Widzów: 1800 MVP: Kenia Carcasés Opón |

| 18.12.2022 17:00 | Il Bisonte Firenze | 0:3 (19:25, 25:27, 21:25) raport | Vero Volley Monza | Widzów: 796 MVP: Beatrice Parrocchiale |

| 18.12.2022 17:00 | Volley Bergamo 1991 | 1:3 (15:25, 15:25, 25:15, 18:25) raport | Savino Del Bene Scandicci | Widzów: 1052 MVP: Ekaterina Antropova |

| 18.12.2022 20:00 | E-Work Busto Arsizio | 3:1 (22:25, 25:20, 25:22, 25:22) raport | Cuneo Granda S.Bernardo | Widzów: 1627 MVP: Alice Degradi |

| 18.12.2022 20:30 | Bartoccini Fortinfissi Perugia | 0:3 (19:25, 16:25, 18:25) raport | Reale Mutua Fenera Chieri | Widzów: 380 MVP: Kaja Grobelna |

| 19.12.2022 20:00 | Wash4Green Pinerolo | 3:2 (18:25, 26:28, 26:24, 25:17, 15:13) raport | Trasporti Pesanti Casalmaggiore | Widzów: 870 MVP: Valentina Zago |

13. kolejka
| 26.12.2022 17:00 | Vero Volley Monza | 3:0 (25:19, 25:13, 25:18) raport | E-Work Busto Arsizio | Widzów: 2879 MVP: Magdalena Stysiak |

| 26.12.2022 17:00 | Prosecco Doc Imoco Conegliano | 3:0 (25:19, 25:21, 25:11) raport | Bartoccini Fortinfissi Perugia | Widzów: 5344 MVP: Kathryn Plummer |

| 26.12.2022 17:00 | Megabox Ondulati Del Savio Vallefoglia | 3:0 (25:16, 25:21, 25:17) raport | Cbf Balducci Hr Macerata | Widzów: 530 MVP: Micha Hancock |

| 26.12.2022 17:00 | Trasporti Pesanti Casalmaggiore | 3:0 (25:22, 25:19, 25:23) raport | Volley Bergamo 1991 | Widzów: 2226 MVP: Emilija Dimitrowa |

| 26.12.2022 17:00 | Reale Mutua Fenera Chieri | 3:1 (25:23, 21:25, 25:15, 25:15) raport | Wash4Green Pinerolo | Widzów: 1508 MVP: Héléna Cazaute |

| 26.12.2022 17:00 | Cuneo Granda S.Bernardo | 3:2 (25:21, 25:27, 25:21, 17:25, 15:12) raport | Igor Gorgonzola Novara | Widzów: 2480 MVP: Sofja Kuzniecowa |

| 26.12.2022 20:30 | Savino Del Bene Scandicci | 3:1 (25:23, 25:15, 21:25, 25:21) raport | Il Bisonte Firenze | Widzów: 2774 MVP: Haleigh Washington |

Runda rewanżowa - 14. kolejka
| 06.01.2023 20:30 | Trasporti Pesanti Casalmaggiore | 2:3 (25:19, 19:25, 17:25, 25:20, 12:15) raport | Reale Mutua Fenera Chieri | Widzów: 1797 MVP: Kaja Grobelna |

| 07.01.2023 19:00 | E-Work Busto Arsizio | 3:0 (25:20, 25:19, 25:20) raport | Il Bisonte Firenze | Widzów: 1795 MVP: Loveth Omoruyi |

| 07.01.2023 20:30 | Savino Del Bene Scandicci | 3:0 (25:13, 25:17, 25:19) raport | Bartoccini Fortinfissi Perugia | Widzów: 800 MVP: Elena Pietrini |

| 07.01.2023 20:30 | Volley Bergamo 1991 | 0:3 (21:25, 17:25, 26:28) raport | Prosecco Doc Imoco Conegliano | Widzów: 1920 MVP: Isabelle Haak |

| 07.01.2023 20:30 | Cbf Balducci Hr Macerata | 1:3 (21:25, 18:25, 26:24, 18:25) raport | Igor Gorgonzola Novara | Widzów: 827 MVP: Ebrar Karakurt |

| 08.01.2023 17:00 | Wash4Green Pinerolo | 0:3 (22:25, 21:25, 21:25) raport | Vero Volley Monza | Widzów: 1505 MVP: Hanna Dawyskiba |

| 08.01.2023 19:30 | Cuneo Granda S.Bernardo | 2:3 (21:25, 25:21, 17:25, 25:19, 7:15) raport | Megabox Ondulati Del Savio Vallefoglia | Widzów: 1014 MVP: Maja Aleksić |

15. kolejka
| 14.01.2023 19:00 | Reale Mutua Fenera Chieri | 3:1 (25:21, 25:20, 22:25, 25:22) raport | Cuneo Granda S.Bernardo | Widzów: 1215 MVP: Camilla Weitzel |

| 14.01.2023 19:30 | Igor Gorgonzola Novara | 3:0 (25:12, 25:17, 25:22) raport | Wash4Green Pinerolo | Widzów: 2300 MVP: Sara Bonifacio |

| 14.01.2023 20:30 | Bartoccini Fortinfissi Perugia | 3:2 (25:16, 25:18, 23:25, 24:26, 15:9) raport | Cbf Balducci Hr Macerata | Widzów: 1100 MVP: Beatrice Gardini |

| 15.01.2023 17:00 | Prosecco Doc Imoco Conegliano | 3:1 (23:25, 25:18, 25:18, 25:21) raport | E-Work Busto Arsizio | Widzów: 5344 MVP: Kelsey Cook |

| 15.01.2023 17:00 | Megabox Ondulati Del Savio Vallefoglia | 1:3 (25:21, 19:25, 18:25, 19:25) raport | Savino Del Bene Scandicci | Widzów: 635 MVP: Isabella Di Iulio |

| 15.01.2023 17:00 | Il Bisonte Firenze | 3:2 (21:25, 25:20, 22:25, 25:19, 15:10) raport | Volley Bergamo 1991 | Widzów: 1272 MVP: Sylvia Nwakalor |

| 15.01.2023 18:30 | Vero Volley Monza | 2:3 (17:25, 25:11, 22:25, 26:24, 10:15) raport | Trasporti Pesanti Casalmaggiore | Widzów: 2189 MVP: Adhuoljok John Majak Malual |

16. kolejka
| 21.01.2023 20:00 | Prosecco Doc Imoco Conegliano | 3:1 (25:27, 25:18, 25:17, 25:20) raport | Megabox Ondulati Del Savio Vallefoglia | Widzów: 3481 MVP: Joanna Wołosz |

| 21.01.2023 20:30 | E-Work Busto Arsizio | 3:0 (25:17, 25:14, 25:19) raport | Bartoccini Fortinfissi Perugia | Widzów: 1885 MVP: Alice Degradi |

| 21.01.2023 20:30 | Savino Del Bene Scandicci | 2:3 (32:30, 25:27, 22:25, 25:18, 8:15) raport | Igor Gorgonzola Novara | Widzów: 2008 MVP: Eleonora Fersino |

| 22.01.2023 17:00 | Cbf Balducci Hr Macerata | 0:3 (12:25, 18:25, 22:25) raport | Reale Mutua Fenera Chieri | Widzów: 705 MVP: Kaja Grobelna |

| 22.01.2023 17:00 | Trasporti Pesanti Casalmaggiore | 3:1 (26:24, 17:25, 25:20, 25:22) raport | Cuneo Granda S.Bernardo | Widzów: 1609 MVP: Alexandra Frantti |

| 22.01.2023 17:00 | Volley Bergamo 1991 | 3:2 (14:25, 25:17, 23:25, 25:19, 16:14) raport | Vero Volley Monza | Widzów: 1521 MVP: Frosini Giorgia |

| 22.01.2023 19:30 | Wash4Green Pinerolo | 2:3 (25:20, 25:21, 16:25, 23:25, 15:17) raport | Il Bisonte Firenze | Widzów: 980 MVP: Sylvia Nwakalor |

17. kolejka
| 04.02.2023 18:00 | Vero Volley Monza | 3:1 (24:26, 25:20, 26:24, 25:11) raport | Bartoccini Fortinfissi Perugia | Widzów: 2078 MVP: Dana Rettke |

| 04.02.2023 19:30 | Igor Gorgonzola Novara | 3:2 (17:25, 26:24, 23:25, 26:24, 15:10) raport | E-Work Busto Arsizio | Widzów: 2750 MVP: Caterina Bosetti |

| 04.02.2023 20:30 | Trasporti Pesanti Casalmaggiore | 1:3 (25:17, 21:25, 22:25, 21:25) raport | Savino Del Bene Scandicci | Widzów: 2164 MVP: Ekaterina Antropova |

| 05.02.2023 17:00 | Il Bisonte Firenze | 3:0 (25:23, 25:18, 25:23) raport | Cbf Balducci Hr Macerata | Widzów: 1047 MVP: Ofelia Malinov |

| 05.02.2023 17:00 | Megabox Ondulati Del Savio Vallefoglia | 3:1 (29:27, 15:25, 28:26, 25:16) raport | Wash4Green Pinerolo | Widzów: 367 MVP: Maja Aleksić |

| 05.02.2023 17:00 | Cuneo Granda S.Bernardo | 2:3 (20:25, 25:19, 25:16, 23:25, 10:15) raport | Volley Bergamo 1991 | Widzów: 1130 MVP: Božana Butigan |

| 05.02.2023 19:30 | Reale Mutua Fenera Chieri | 2:3 (27:25, 25:21, 21:25, 17:25, 9:15) raport | Prosecco Doc Imoco Conegliano | Widzów: 1508 MVP: Isabelle Haak |

18. kolejka
| 11.02.2023 20:30 | Cbf Balducci Hr Macerata | 0:3 (14:25, 23:25, 21:25) raport | Vero Volley Monza | Widzów: 445 MVP: Alessia Orro |

| 12.02.2023 17:00 | Prosecco Doc Imoco Conegliano | 3:0 (25:19, 25:21, 25:14) raport | Cuneo Granda S.Bernardo | Widzów: 4130 MVP: Kathryn Plummer |

| 12.02.2023 17:00 | Bartoccini Fortinfissi Perugia | 3:0 (25:18, 25:20, 25:22) raport | Trasporti Pesanti Casalmaggiore | Widzów: 1000 MVP: Beatrice Gardini |

| 12.02.2023 17:00 | E-Work Busto Arsizio | 3:0 (25:18, 27:25, 25:12) raport | Megabox Ondulati Del Savio Vallefoglia | Widzów: 2031 MVP: Carli Lloyd |

| 12.02.2023 17:00 | Volley Bergamo 1991 | 3:1 (25:21, 25:20, 14:25, 25:19) raport | Igor Gorgonzola Novara | Widzów: 1531 MVP: Khalia Lanier |

| 12.02.2023 19:30 | Il Bisonte Firenze | 3:0 (25:16, 25:14, 26:24) raport | Reale Mutua Fenera Chieri | Widzów: 856 MVP: Sara Panetoni |

| 13.02.2023 18:00 | Savino Del Bene Scandicci | 3:1 (25:18, 23:25, 25:22, 25:16) raport | Wash4Green Pinerolo | Widzów: 713 MVP: Sara Alberti |

19. kolejka
| 18.02.2023 18:00 | Savino Del Bene Scandicci | 3:1 (20:25, 25:17, 25:17, 25:21) raport | Cbf Balducci Hr Macerata | Widzów: 779 MVP: Ekaterina Antropova |

| 18.02.2023 20:00 | Reale Mutua Fenera Chieri | 3:1 (25:22, 14:25, 25:15, 28:26) raport | Igor Gorgonzola Novara | Widzów: 1393 MVP: Olivia Różański |

| 18.02.2023 20:30 | Wash4Green Pinerolo | 3:1 (23:25, 25:19, 25:17, 25:14) raport | Bartoccini Fortinfissi Perugia | Widzów: 1390 MVP: Martyna Grajber-Nowakowska |

| 19.02.2023 17:00 | Trasporti Pesanti Casalmaggiore | 0:3 (23:25, 13:25, 24:26) raport | Prosecco Doc Imoco Conegliano | Widzów: 2711 MVP: Isabelle Haak |

| 19.02.2023 18:00 | Megabox Ondulati Del Savio Vallefoglia | 1:3 (25:20, 15:25, 21:25, 22:25) raport | Vero Volley Monza | Widzów: 763 MVP: Alessia Orro |

| 19.02.2023 19:30 | E-Work Busto Arsizio | 3:0 (25:17, 25:16, 25:22) raport | Volley Bergamo 1991 | Widzów: 2415 MVP: Rosamaria Montibeller |

| 21.02.2023 19:00 | Cuneo Granda S.Bernardo | 2:3 (25:18, 22:25, 25:19, 20:25, 15:17) raport | Il Bisonte Firenze | Widzów: 1510 MVP: Britt Herbots |

20. kolejka
| 25.02.2023 20:30 | Il Bisonte Firenze | 2:3 (21:25, 23:25, 25:23, 25:22, 13:15) raport | Megabox Ondulati Del Savio Vallefoglia | Widzów: 802 MVP: Andrea Drews |

| 26.02.2023 17:00 | Cbf Balducci Hr Macerata | 0:3 (21:25, 17:25, 20:25) raport | Cuneo Granda S.Bernardo | Widzów: 610 MVP: Gréta Szakmáry |

| 26.02.2023 17:00 | Volley Bergamo 1991 | 3:0 (25:21, 25:15, 25:21) raport | Bartoccini Fortinfissi Perugia | Widzów: 992 MVP: Laura Partenio |

| 26.02.2023 17:00 | Reale Mutua Fenera Chieri | 3:1 (20:25, 25:20, 25:23, 25:22) raport | E-Work Busto Arsizio | Widzów: 1447 MVP: Ilaria Spirito |

| 26.02.2023 17:00 | Prosecco Doc Imoco Conegliano | 3:2 (22:25, 25:22, 25:22, 23:25, 15:12) raport | Wash4Green Pinerolo | Widzów: 4631 MVP: Kathryn Plummer |

| 26.02.2023 17:00 | Vero Volley Monza | 2:3 (22:25, 28:26, 22:25, 25:21, 7:15) raport | Savino Del Bene Scandicci | Widzów: 4027 MVP: Isabella Di Iulio |

| 26.02.2023 19:30 | Igor Gorgonzola Novara | 3:2 (25:17, 22:25, 14:25, 25:20, 15:10) raport | Trasporti Pesanti Casalmaggiore | Widzów: 2500 MVP: Eleonora Fersino |

21. kolejka
| 05.03.2023 17:00 | Savino Del Bene Scandicci | 3:0 (25:21, 25:20, 25:20) raport | Reale Mutua Fenera Chieri | Widzów: 1428 MVP: Indre Sorokaitė |

| 05.03.2023 17:00 | Cbf Balducci Hr Macerata | 1:3 (25:21, 18:25, 10:25, 17:25) raport | Trasporti Pesanti Casalmaggiore | Widzów: 505 MVP: Emilija Dimitrowa |

| 05.03.2023 17:00 | Wash4Green Pinerolo | 1:3 (25:16, 20:25, 21:25, 22:25) raport | E-Work Busto Arsizio | Widzów: 1264 MVP: Alice Degradi |

| 05.03.2023 17:00 | Bartoccini Fortinfissi Perugia | 2:3 (25:22, 26:24, 17:25, 23:25, 10:15) raport | Cuneo Granda S.Bernardo | Widzów: 1050 MVP: Danielle Barton-Drews |

| 05.03.2023 18:00 | Megabox Ondulati Del Savio Vallefoglia | 3:1 (25:22, 25:11, 17:25, 25:12) raport | Volley Bergamo 1991 | Widzów: 423 MVP: Micha Hancock |

| 05.03.2023 20:30 | Vero Volley Monza | 0:3 (23:25, 15:25, 23:25) raport | Prosecco Doc Imoco Conegliano | Widzów: 5243 MVP: Joanna Wołosz |

| 06.03.2023 18:30 | Il Bisonte Firenze | 2:3 (25:22, 20:25, 25:22, 23:25, 12:15) raport | Igor Gorgonzola Novara | Widzów: 678 MVP: Kenia Carcasés Opón |

22. kolejka
| 08.03.2023 19:00 | E-Work Busto Arsizio | 0:3 (23:25, 23:25, 19:25) raport | Savino Del Bene Scandicci | Widzów: 1764 MVP: Zhu Ting |

| 11.03.2023 19:45 | Reale Mutua Fenera Chieri | 0:3 (23:25, 20:25, 18:25) raport | Vero Volley Monza | Widzów: 1427 MVP: Jordan Larson-Burbach |

| 11.03.2023 20:30 | Prosecco Doc Imoco Conegliano | 3:1 (22:25, 25:23, 25:19, 25:13) raport | Igor Gorgonzola Novara | Widzów: 5344 MVP: Federica Squarcini |

| 11.03.2023 20:30 | Bartoccini Fortinfissi Perugia | 3:1 (25:15, 27:25, 17:25, 25:20) raport | Il Bisonte Firenze | Widzów: 800 MVP: Alexandra Lazic |

| 12.03.2023 17:00 | Trasporti Pesanti Casalmaggiore | 3:0 (25:18, 26:24, 25:21) raport | Megabox Ondulati Del Savio Vallefoglia | Widzów: 1463 MVP: Rebecca Piva |

| 12.03.2023 17:00 | Volley Bergamo 1991 | 3:0 (25:20, 25:22, 25:20) raport | Cbf Balducci Hr Macerata | Widzów: 1195 MVP: Lorrayna Marys Da Silva |

| 12.03.2023 17:00 | Cuneo Granda S.Bernardo | 3:1 (16:25, 25:19, 28:26, 25:22) raport | Wash4Green Pinerolo | Widzów: 2217 MVP: Lara Caravello |

23. kolejka
| 18.03.2023 18:00 | Megabox Ondulati Del Savio Vallefoglia | 1:3 (25:15, 22:25, 18:25, 21:25) raport | Reale Mutua Fenera Chieri | Widzów: 309 MVP: Francesca Villani |

| 18.03.2023 20:00 | Vero Volley Monza | 3:0 (25:22, 25:17, 25:15) raport | Cuneo Granda S.Bernardo | Widzów: 2421 MVP: Dana Rettke |

| 18.03.2023 20:30 | Trasporti Pesanti Casalmaggiore | 3:2 (25:19, 19:25, 25:21, 19:25, 17:15) raport | Il Bisonte Firenze | Widzów: 1141 MVP: Laura Melandri |

| 19.03.2023 17:00 | Igor Gorgonzola Novara | 3:0 (25:17, 25:22, 25:14) raport | Bartoccini Fortinfissi Perugia | Widzów: 2400 MVP: Eleonora Fersino |

| 19.03.2023 17:00 | Wash4Green Pinerolo | 3:0 (25:15, 25:15, 25:20) raport | Volley Bergamo 1991 | Widzów: 860 MVP: Adelina Ungureanu |

| 19.03.2023 17:00 | Cbf Balducci Hr Macerata | 3:1 (22:25, 25:20, 25:16, 26:24) raport | E-Work Busto Arsizio | Widzów: 450 MVP: Claire Chaussee |

| 19.03.2023 20:30 | Savino Del Bene Scandicci | 1:3 (19:25, 17:25, 25:20, 20:25) raport | Prosecco Doc Imoco Conegliano | Widzów: 3500 MVP: Joanna Wołosz |

24. kolejka
| 25.03.2023 20:30 | Cuneo Granda S.Bernardo | 2:3 (19:25, 25:22, 17:25, 25:23, 13:15) raport | Savino Del Bene Scandicci | Widzów: 1675 MVP: Brenda Castillo |

| 26.03.2023 17:00 | Il Bisonte Firenze | 0:3 (15:25, 20:25, 17:25) raport | Prosecco Doc Imoco Conegliano | Widzów: 1113 MVP: Alexa Gray |

| 26.03.2023 17:00 | Igor Gorgonzola Novara | 1:3 (25:17, 20:25, 21:25, 21:25) raport | Vero Volley Monza | Widzów: 3700 MVP: Magdalena Stysiak |

| 26.03.2023 17:00 | E-Work Busto Arsizio | 3:1 (22:25, 25:21, 25:19, 25:21) raport | Trasporti Pesanti Casalmaggiore | Widzów: 2223 MVP: Loveth Omoruyi |

| 26.03.2023 17:00 | Volley Bergamo 1991 | 1:3 (27:29, 19:25, 25:21, 19:25) raport | Reale Mutua Fenera Chieri | Widzów: 1318 MVP: Ilaria Spirito |

| 26.03.2023 19:30 | Wash4Green Pinerolo | 3:2 (24:26, 19:25, 25:15, 25:22, 15:12) raport | Cbf Balducci Hr Macerata | Widzów: 1500 MVP: Yasmina Akrari |

| 26.03.2023 21:00 | Bartoccini Fortinfissi Perugia | 2:3 (27:25, 21:25, 23:25, 25:17, 13:15) raport | Megabox Ondulati Del Savio Vallefoglia | Widzów: 985 MVP: Tatjana Koszelewa |

25. kolejka
| 01.04.2023 18:00 | Vero Volley Monza | 3:0 (25:11, 25:23, 25:22) raport | Il Bisonte Firenze | Widzów: 2528 MVP: Beatrice Parrocchiale |

| 01.04.2023 20:30 | Prosecco Doc Imoco Conegliano | 3:0 (25:15, 25:22, 25:21) raport | Cbf Balducci Hr Macerata | Widzów: 3930 MVP: Kathryn Plummer |

| 01.04.2023 20:30 | Megabox Ondulati Del Savio Vallefoglia | 1:3 (25:16, 21:25, 20:25, 21:25) raport | Igor Gorgonzola Novara | Widzów: 928 MVP: Ilaria Battistoni |

| 01.04.2023 20:30 | Cuneo Granda S.Bernardo | 2:3 (22:25, 26:24, 25:19, 22:25, 12:15) raport | E-Work Busto Arsizio | Widzów: 1310 MVP: Lena Stigrot |

| 02.04.2023 17:00 | Reale Mutua Fenera Chieri | 3:0 (25:19, 25:20, 25:20) raport | Bartoccini Fortinfissi Perugia | Widzów: 1462 MVP: Héléna Cazaute |

| 02.04.2023 17:00 | Trasporti Pesanti Casalmaggiore | 1:3 (17:25, 28:26, 21:25, 19:25) raport | Wash4Green Pinerolo | Widzów: 1757 MVP: Valentina Zago |

| 02.04.2023 19:30 | Savino Del Bene Scandicci | 3:0 (25:15, 25:14, 25;15) raport | Volley Bergamo 1991 | Widzów: 1429 MVP: Yvon Beliën |

26. kolejka
| 08.04.2023 20:30 | E-Work Busto Arsizio | 0:3 (22:25, 11:25, 19:25) raport | Vero Volley Monza | Widzów: 3021 MVP: Jordan Thompson |

| 08.04.2023 20:30 | Bartoccini Fortinfissi Perugia | 0:3 (21:25, 15:25, 20:25) raport | Prosecco Doc Imoco Conegliano | Widzów: 1024 MVP: Isabelle Haak |

| 08.04.2023 20:30 | Cbf Balducci Hr Macerata | 0:3 (22:25, 24:26, 17:25) raport | Megabox Ondulati Del Savio Vallefoglia | Widzów: 380 MVP: Andrea Drews |

| 08.04.2023 20:30 | Wash4Green Pinerolo | 1:3 (20:25, 21:25, 25:20, 23:25) raport | Reale Mutua Fenera Chieri | Widzów: 1500 MVP: Kaja Grobelna |

| 08.04.2023 20:30 | Igor Gorgonzola Novara | 3:1 (21:25, 25:19, 25:21, 25:17) raport | Cuneo Granda S.Bernardo | Widzów: 2100 MVP: Sara Bonifacio |

| 08.04.2023 20:30 | Volley Bergamo 1991 | 3:1 (26:24, 26:24, 18:25, 25:17) raport | Trasporti Pesanti Casalmaggiore | Widzów: 1055 MVP: Lorrayna Marys da Silva |

| 08.04.2023 20:30 | Il Bisonte Firenze | 2:3 (21:25, 14:25, 25:20, 26:24, 7:15) raport | Savino Del Bene Scandicci | Widzów: 1331 MVP: Zhu Ting |

#### Tabela
| Lp. | Drużyna                                | Pkt | Mecze | Mecze | Mecze | Rodzaj wyniku | Rodzaj wyniku | Rodzaj wyniku | Rodzaj wyniku | Rodzaj wyniku | Rodzaj wyniku | Sety | Sety | Sety  | Małe punkty | Małe punkty | Małe punkty |
| Lp. | Drużyna                                | Pkt | M     | W     | P     | 3:0           | 3:1           | 3:2           | 2:3           | 1:3           | 0:3           | wyg. | prz. | stos. | zdob.       | str.        | stos.       |
| --- | -------------------------------------- | --- | ----- | ----- | ----- | ------------- | ------------- | ------------- | ------------- | ------------- | ------------- | ---- | ---- | ----- | ----------- | ----------- | ----------- |
| 1   | Prosecco Doc Imoco Conegliano          | 72  | 26    | 25    | 1     | 14            | 8             | 3             | 0             | 0             | 1             | 75   | 17   | 4.41  | 1909        | 1570        | 1.22        |
| 2   | Savino Del Bene Scandicci              | 63  | 26    | 21    | 5     | 10            | 8             | 3             | 3             | 1             | 1             | 70   | 29   | 2.41  | 1911        | 1678        | 1.14        |
| 3   | Vero Volley Monza                      | 61  | 26    | 20    | 6     | 12            | 5             | 3             | 4             | 1             | 1             | 69   | 29   | 2.38  | 1946        | 1766        | 1.1         |
| 4   | Reale Mutua Fenera Chieri              | 54  | 26    | 18    | 8     | 9             | 8             | 1             | 1             | 3             | 4             | 59   | 34   | 1.74  | 1780        | 1628        | 1.09        |
| 5   | Igor Gorgonzola Novara                 | 51  | 26    | 19    | 7     | 7             | 5             | 7             | 1             | 4             | 2             | 63   | 40   | 1.58  | 1985        | 1835        | 1.08        |
| 6   | Trasporti Pesanti Casalmaggiore        | 37  | 26    | 12    | 14    | 4             | 4             | 4             | 5             | 5             | 4             | 51   | 54   | 0.94  | 1896        | 1905        | 1           |
| 7   | Volley Bergamo 1991                    | 37  | 26    | 12    | 14    | 4             | 6             | 2             | 3             | 4             | 7             | 46   | 52   | 0.88  | 1816        | 1849        | 0.98        |
| 8   | E-Work Busto Arsizio                   | 36  | 26    | 12    | 14    | 6             | 3             | 3             | 3             | 5             | 6             | 47   | 51   | 0.92  | 1788        | 1798        | 0.99        |
| 9   | Megabox Ondulati Del Savio Vallefoglia | 30  | 26    | 11    | 15    | 4             | 3             | 4             | 1             | 6             | 8             | 41   | 56   | 0.73  | 1705        | 1882        | 0.91        |
| 10  | Il Bisonte Firenze                     | 30  | 26    | 9     | 17    | 5             | 1             | 3             | 6             | 4             | 7             | 43   | 58   | 0.74  | 1840        | 1840        | 1           |
| 11  | Cuneo Granda S.Bernardo                | 28  | 26    | 9     | 17    | 3             | 1             | 5             | 6             | 5             | 6             | 44   | 62   | 0.71  | 1910        | 1973        | 0.97        |
| 12  | Wash4Green Pinerolo                    | 19  | 26    | 6     | 20    | 1             | 2             | 3             | 4             | 10            | 6             | 36   | 68   | 0.53  | 1817        | 2034        | 0.89        |
| 13  | Bartoccini Fortinfissi Perugia         | 17  | 26    | 5     | 21    | 2             | 1             | 2             | 4             | 5             | 12            | 28   | 68   | 0.41  | 1664        | 1900        | 0.88        |
| 14  | Cbf Balducci Hr Macerata               | 11  | 26    | 3     | 23    | 0             | 2             | 1             | 3             | 4             | 16            | 19   | 73   | 0.26  | 1477        | 1846        | 0.8         |

Źródło: legavolleyfemminile.it (wł.)
Punktacja: 3:0 i 3:1 – 3 pkt; 3:2 – 2 pkt; 2:3 – 1 pkt; 1:3 i 0:3 – 0 pkt
Zasady ustalania kolejności: 1. liczba punktów; 2. stosunek setów; 3. stosunek małych punktów; 4. bilans w bezpośrednich meczach
     awans do ćwierfinału
     spadek do Serie A2

## Faza play-off

### Drabinka
|  |              |                                 |              |                        |              |              |              |                               |   |           |           |           |           |           |           |           |  |  |        |        |        |        |        |        |        |
|  | Ćwierćfinały | Ćwierćfinały                    | Ćwierćfinały | Ćwierćfinały           | Ćwierćfinały | Ćwierćfinały | Ćwierćfinały |                               |   | Półfinały | Półfinały | Półfinały | Półfinały | Półfinały | Półfinały | Półfinały |  |  | Finały | Finały | Finały | Finały | Finały | Finały | Finały |
|  | Ćwierćfinały | Ćwierćfinały                    | Ćwierćfinały | Ćwierćfinały           | Ćwierćfinały | Ćwierćfinały | Ćwierćfinały |                               |   | Półfinały | Półfinały | Półfinały | Półfinały | Półfinały | Półfinały | Półfinały |  |  | Finały | Finały | Finały | Finały | Finały | Finały | Finały |
|  |              |                                 |              |                        |              |              |              |                               |   |           |           |           |           |           |           |           |  |  |        |        |        |        |        |        |        |
|  |              |                                 |              |                        |              |              |              |                               |   |           |           |           |           |           |           |           |  |  |        |        |        |        |        |        |        |
|  | 1            | Prosecco Doc Imoco Conegliano   | 3            | 3                      |              |              |              |                               |   |           |           |           |           |           |           |           |  |  |        |        |        |        |        |        |        |
|  | 1            | Prosecco Doc Imoco Conegliano   | 3            | 3                      |              |              |              |                               |   |           |           |           |           |           |           |           |  |  |        |        |        |        |        |        |        |
|  | 8            | E-Work Busto Arsizio            | 0            | 0                      |              |              |              |                               |   |           |           |           |           |           |           |           |  |  |        |        |        |        |        |        |        |
|  | 8            | E-Work Busto Arsizio            | 0            | 0                      |              |              | 1            | Prosecco Doc Imoco Conegliano | 3 | 3         |           |           |           |           |           |           |  |  |        |        |        |        |        |        |        |
|  |              |                                 |              |                        |              |              |              | Prosecco Doc Imoco Conegliano | 3 | 3         |           |           |           |           |           |           |  |  |        |        |        |        |        |        |        |
|  |              |                                 | 5            | Igor Gorgonzola Novara | 0            | 1            |              |                               |   |           |           |           |           |           |           |           |  |  |        |        |        |        |        |        |        |
|  | 4            | Reale Mutua Fenera Chieri       | 5            | Igor Gorgonzola Novara | 0            | 1            | 2            | 0                             |   |           |           |           |           |           |           |           |  |  |        |        |        |        |        |        |        |
|  | 4            | Reale Mutua Fenera Chieri       |              |                        |              |              |              |                               |   |           |           |           |           |           |           |           |  |  |        |        |        |        |        |        |        |
|  | 5            | Igor Gorgonzola Novara          | 3            | 3                      |              |              |              |                               |   |           |           |           |           |           |           |           |  |  |        |        |        |        |        |        |        |
|  | 5            | Igor Gorgonzola Novara          | 3            | 3                      |              |              | 1            | Prosecco Doc Imoco Conegliano | 3 | 0         | 2         | 3         | 3         |           |           |           |  |  |        |        |        |        |        |        |        |
|  |              |                                 |              |                        |              |              |              |                               |   |           |           |           |           |           |           |           |  |  |        |        |        |        |        |        |        |
|  |              |                                 | 3            | Vero Volley Monza      | 2            | 3            | 3            | 0                             | 1 |           |           |           |           |           |           |           |  |  |        |        |        |        |        |        |        |
|  | 2            | Savino Del Bene Scandicci       | 3            | Vero Volley Monza      | 2            | 3            | 3            | 0                             | 1 | 3         | 3         |           |           |           |           |           |  |  |        |        |        |        |        |        |        |
|  | 2            | Savino Del Bene Scandicci       |              |                        |              |              |              |                               |   |           |           |           |           |           |           |           |  |  |        |        |        |        |        |        |        |
|  | 7            | Volley Bergamo 1991             | 0            | 0                      |              |              |              |                               |   |           |           |           |           |           |           |           |  |  |        |        |        |        |        |        |        |
|  | 7            | Volley Bergamo 1991             | 0            | 0                      |              |              | 2            | Savino Del Bene Scandicci     | 3 | 1         | 2         |           |           |           |           |           |  |  |        |        |        |        |        |        |        |
|  |              |                                 |              |                        |              |              |              | Savino Del Bene Scandicci     | 3 | 1         | 2         |           |           |           |           |           |  |  |        |        |        |        |        |        |        |
|  |              |                                 | 3            | Vero Volley Monza      | 1            | 3            | 3            |                               |   |           |           |           |           |           |           |           |  |  |        |        |        |        |        |        |        |
|  | 3            | Vero Volley Monza               | 3            | Vero Volley Monza      | 1            | 3            | 3            | 3                             | 2 | 3         |           |           |           |           |           |           |  |  |        |        |        |        |        |        |        |
|  | 3            | Vero Volley Monza               |              |                        |              |              |              |                               |   |           |           |           |           |           |           |           |  |  |        |        |        |        |        |        |        |
|  | 6            | Trasporti Pesanti Casalmaggiore | 2            | 3                      | 1            |              |              |                               |   |           |           |           |           |           |           |           |  |  |        |        |        |        |        |        |        |
|  | 6            | Trasporti Pesanti Casalmaggiore | 2            | 3                      | 1            |              |              |                               |   |           |           |           |           |           |           |           |  |  |        |        |        |        |        |        |        |

### Ćwierćfinały
(do 2 zwycięstw)
|  | Prosecco Doc Imoco Conegliano (1) | 2 – 0 | (8) E-Work Busto Arsizio |  |

| 15.04.2023 20:30 | Prosecco Doc Imoco Conegliano | 3:0 (25:18, 25:15, 25:19) raport | E-Work Busto Arsizio | Widzów: 3630 MVP: Isabelle Haak |

| 18.04.2023 20:30 | E-Work Busto Arsizio | 0:3 (15:25, 19:25, 24:26) raport | Prosecco Doc Imoco Conegliano | Widzów: 1741 MVP: Federica Squarcini |

|  | Reale Mutua Fenera Chieri (4) | 0 – 2 | (5) Igor Gorgonzola Novara |  |

| 19.04.2023 20:30 | Reale Mutua Fenera Chieri | 2:3 (25:17, 25:19, 22:25, 18:25, 8:15) raport | Igor Gorgonzola Novara | Widzów: 1508 |

| 22.04.2023 20:30 | Igor Gorgonzola Novara | 3:0 (25:20, 25:22, 25:15) raport | Reale Mutua Fenera Chieri | Widzów: 3000 |

|  | Savino Del Bene Scandicci (2) | 2 – 0 | (7) Volley Bergamo 1991 |  |

| 16.04.2023 17:00 | Savino Del Bene Scandicci | 3:0 (25:23, 25:21, 25:20) raport | Volley Bergamo 1991 | Widzów: 941 MVP: Zhu Ting |

| 20.04.2023 20:30 | Volley Bergamo 1991 | 0:3 (18:25, 14:25, 14:25) raport | Savino Del Bene Scandicci | Widzów: 1388 MVP: Isabella Di Iulio |

|  | Vero Volley Monza (3) | 2 – 1 | (6) Trasporti Pesanti Casalmaggiore |  |

| 16.04.2023 18:30 | Vero Volley Monza | 3:2 (25:19, 22:25, 25:20, 18:25, 15:12) raport | Trasporti Pesanti Casalmaggiore | Widzów: 2139 MVP: Dana Rettke |

| 19.04.2023 20:00 | Trasporti Pesanti Casalmaggiore | 3:2 (30:28, 25:18, 20:25, 23:25, 15:12) raport | Vero Volley Monza | Widzów: 1665 MVP: Emilija Dimitrowa |

| 23.04.2023 20:30 | Vero Volley Monza | 3:1 (25:21, 25:22, 22:25, 25:21) raport | Trasporti Pesanti Casalmaggiore | Widzów: 2722 MVP: Jordan Thompson |

### Półfinały
(do 2 zwycięstw)
|  | Prosecco Doc Imoco Conegliano (1) | 2 – 0 | (5) Igor Gorgonzola Novara |  |

| 26.04.2023 20:30 | Prosecco Doc Imoco Conegliano | 3:0 (25:16, 25:22, 26:24) raport | Igor Gorgonzola Novara | Widzów: 3868 MVP: Monica De Gennaro |

| 29.04.2023 20:30 | Igor Gorgonzola Novara | 1:3 (21:25, 18:25, 25:20, 23:25) raport | Prosecco Doc Imoco Conegliano | Widzów: 3962 MVP: Joanna Wołosz |

|  | Savino Del Bene Scandicci (2) | 1 – 2 | (3) Vero Volley Monza |  |

| 27.04.2023 20:30 | Savino Del Bene Scandicci | 3:1 (21:25, 25:12, 25:13, 25:23) raport | Vero Volley Monza | Widzów: 1549 MVP: Ekaterina Antropova |

| 30.04.2023 20:30 | Vero Volley Monza | 3:1 (25:22, 23:25, 25:22, 25:21) raport | Savino Del Bene Scandicci | Widzów: 3983 MVP: Jordan Larson-Burbach |

| 03.05.2023 20:30 | Savino Del Bene Scandicci | 2:3 (21:25, 20:25, 26:24, 25:18, 10:15) raport | Vero Volley Monza | Widzów: 2590 MVP: Jordan Thompson |

### Finał
(do 3 zwycięstw)
|  | Prosecco Doc Imoco Conegliano (1) | 3 – 2 | (3) Vero Volley Monza |  |

| 06.05.2023 20:45 | Prosecco Doc Imoco Conegliano | 3:2 (23:25, 25:23, 23:25, 25:19, 15:11) raport | Vero Volley Monza | Widzów: 5333 MVP: Marina Lubian |

| 09.05.2023 20:45 | Vero Volley Monza | 3:0 (25:22, 25:23, 25:18) raport | Prosecco Doc Imoco Conegliano | Widzów: 3983 MVP: Miriam Sylla |

| 11.05.2023 20:45 | Prosecco Doc Imoco Conegliano | 2:3 (21:25, 25:14, 25:20, 25:27, 13:15) raport | Vero Volley Monza | Widzów: 5344 MVP: Jordan Thompson |

| 13.05.2023 21:30 | Vero Volley Monza | 0:3 (24:26, 20:25, 17:25) raport | Prosecco Doc Imoco Conegliano | Widzów: 3983 MVP: Isabelle Haak |

| 15.05.2023 20:45 | Prosecco Doc Imoco Conegliano | 3:1 (23:25, 26:24, 25:17, 25:21) raport | Vero Volley Monza | Widzów: 5344 MVP: Alexa Gray |

## Transfery[3]
| Prosecco Doc Imoco Conegliano | Prosecco Doc Imoco Conegliano |
| Przychodzą | Odchodzą |
| --- | --- |
| - Isabelle Haak (VakıfBank Stambuł) - Kelsey Robinson (Toyota Auto Body Queenseis) - Alexa Gray (E-Work Busto Arsizio) - Alessia Gennari (Vero Volley Monza) - Marina Lubian (Savino Del Bene Scandicci) - Federica Squarcini (Cuneo Granda S.Bernardo) - Ylenia Pericati (Wash4Green Pinerolo) - Eleonora Furlan (Itas Trentino) - Roberta Carraro (Itas Ceccarelli Martignacco) | - Megan Courtney (przerwa w karierze) - Christina Wuczkowa (szuka klubu) - Paola Egonu (VakıfBank Stambuł) - Raphaela Folie (Vero Volley Monza) - Miriam Sylla (Vero Volley Monza) - Lara Caravello (Cuneo Granda S.Bernardo) - Loveth Omoruyi (E-Work Busto Arsizio) - Giulia Gennari (Volley Bergamo 1991) - Giorgia Frosini (Volley Bergamo 1991) |
| w trakcie sezonu | |
| - Stephanie Samedy (Bartoccini Fortinfissi Perugia) | - Eleonora Furlan (Megabox Ondulati Del Savio Vallefoglia) |

| Vero Volley Monza | Vero Volley Monza |
| Przychodzą | Odchodzą |
| --- | --- |
| - Jovana Stevanović (E-Work Busto Arsizio) - Jordan Thompson - Edina Begić (Dinamo Moskwa) - Pauline Martin (Dauphines Charleroi) - Raphaela Folie (Prosecco Doc Imoco Conegliano) - Miriam Sylla (Prosecco Doc Imoco Conegliano) - Letizia Camera (Savino Del Bene Scandicci) | - Jordan Larson-Burbach - Lise Van Hecke (Hisamitsu Springs) - Katarina Lazović (Beijing BAW) - Katerina Zakchaiu (E-Work Busto Arsizio) - Anna Danesi (Igor Gorgonzola Novara) - Alessia Gennari (Prosecco Doc Imoco Conegliano) - Jennifer Boldini (Valsabbina Millenium Brescia) - Gaia Moretto (Itas Trentino) |
| w trakcie sezonu | |
| - Jordan Larson-Burbach - Averie Allard (Saskatchewan University) | - Pauline Martin (szuka klubu) |

| Igor Gorgonzola Novara | Igor Gorgonzola Novara |
| Przychodzą | Odchodzą |
| --- | --- |
| - Jordyn Poulter (E-Work Busto Arsizio) - McKenzie Adams (Eczacıbaşı Stambuł) - Kenia Carcasés Opón (Megabox Ondulati Del Savio Vallefoglia) - Lucía Varela Gomez (CV Gran Canaria) - Anna Danesi (Vero Volley Monza) - Gaia Giovannini (Cuneo Granda S.Bernardo) - Giulia Bresciani (Cbf Balducci Hr Macerata) - Julia Ituma (Club Italia) | - Nika Daalderop (VakıfBank Stambuł) - Haleigh Washington (Savino Del Bene Scandicci) - Micha Hancock (Megabox Ondulati Del Savio Vallefoglia) - Britt Herbots (Il Bisonte Firenze) - Rosamaria Montibeller (E-Work Busto Arsizio) - Sofia D'Odorico (Megabox Ondulati Del Savio Vallefoglia) - Veronica Costantini (Cda Volley Talmassons) - Lucia Imperiali (Pallavolo Cbl) |
| w trakcie sezonu | |
| - Carlotta Cambi (Il Bisonte Firenze) | |

| Savino Del Bene Scandicci | Savino Del Bene Scandicci |
| Przychodzą | Odchodzą |
| --- | --- |
| - Zhu Ting (powrót po przerwie) - Haleigh Washington (Igor Gorgonzola Novara) - Yvon Beliën (Il Bisonte Firenze) - Jana Szczerbań (Lokomotiw Kaliningrad) - Camilla Mingardi (E-Work Busto Arsizio) - Ludovica Guidi (Trasporti Pesanti Casalmaggiore) - Isabella Di Iulio (Volley Bergamo 1991) | - Ana Beatriz Corrêa (Kuzeyboru SK) - Natália Pereira (Dinamo Moskwa) - Louisa Lippmann (siatkówka plażowa) - Marina Lubian (Prosecco Doc Imoco Conegliano) - Letizia Camera (Vero Volley Monza) - Francesca Napodano (Cbf Balducci Hr Macerata) - Benedetta Bartolini (Bartoccini Fortinfissi Perugia) - Noemi Moschettini (Assitec Sant'Elia Fiumerapido) |
| w trakcie sezonu | |
| - Yao Di (Tianjin Bohai Bank) | - Ofelia Malinov (Il Bisonte Firenze) |

| E-Work Busto Arsizio | E-Work Busto Arsizio |
| Przychodzą | Odchodzą |
| --- | --- |
| - Carli Lloyd - Lena Stigrot (Acqua & Sapone Roma Volley Club) - Rosamaria Montibeller (Igor Gorgonzola Novara) - Katerina Zakchaiu (Vero Volley Monza) - Alice Degradi (Cuneo Granda S.Bernardo) - Loveth Omoruyi (Prosecco Doc Imoco Conegliano) - Giuditta Lualdi (Futura Giovani Busto Arsizio) | - Alexa Gray (Prosecco Doc Imoco Conegliano) - Jovana Stevanović (Vero Volley Monza) - Jordyn Poulter (Igor Gorgonzola Novara) - Victoria Mayer (ASPTT Mulhouse) - Adelina Budăi-Ungureanu (Wash4Green Pinerolo) - Liset Herrera (PAOK Saloniki) - Lucia Bosetti (Çukurova Belediyespor) - Camilla Mingardi (Savino Del Bene Scandicci) |

| Reale Mutua Fenera Chieri | Reale Mutua Fenera Chieri |
| Przychodzą | Odchodzą |
| --- | --- |
| - Olivia Różański (IŁ Capital Legionovia Legionowo) - Maja Storck (Dresdner SC) - Brionne Butler (University of Texas at Austin) - Ilaria Spirito (Cuneo Granda S.Bernardo) - Fatim Kone (Volley Bergamo 1991) - Rachele Morello (Valsabbina Millenium Brescia) - Stella Nervini (Club Italia) | - Alexandra Frantti (Trasporti Pesanti Casalmaggiore) - Rhamat Alhassan (Il Bisonte Firenze) - Yağmur Karaoğlu (Fatum Nyíregyháza) - Elena Perinelli (Trasporti Pesanti Casalmaggiore) - Chiara De Bortoli (Trasporti Pesanti Casalmaggiore) - Martina Armini (Bartoccini Fortinfissi Perugia) - Asia Bonelli (Itas Trentino) - Francesca Guarena (Seap-Sigel Marsala) - Anna Piovesan (US Esperia Cremona) |

| Cuneo Granda S.Bernardo | Cuneo Granda S.Bernardo |
| Przychodzą | Odchodzą |
| --- | --- |
| - Gréta Szakmáry (Aydın Büyükşehir Belediyespor) - Danielle Barton-Drews (Grupa Azoty Chemik Police) - Anna Stevenson (Aydın Büyükşehir Belediyespor) - Lara Caravello (Prosecco Doc Imoco Conegliano) - Bintu Diop (Bartoccini Fortinfissi Perugia) - Agnese Cecconello (Acqua & Sapone Roma Volley Club) - Francesca Magazza (Ipag Sorelle Ramonda Montecchio) | - Maritt Jasper (Nantes VB) - Federica Squarcini (Prosecco Doc Imoco Conegliano) - Alice Degradi (E-Work Busto Arsizio) - Federica Stufi (Volley Bergamo 1991) - Elisa Zanette (Futura Giovani Busto Arsizio) - Ilaria Spirito (Reale Mutua Fenera Chieri) - Gaia Giovannini (Igor Gorgonzola Novara) |

| Il Bisonte Firenze | Il Bisonte Firenze |
| Przychodzą | Odchodzą |
| --- | --- |
| - Britt Herbots (Igor Gorgonzola Novara) - Rhamat Alhassan (Reale Mutua Fenera Chieri) - Dayana Kosareva (Megabox Ondulati Del Savio Vallefoglia) - Gaia Guiducci (Bartoccini Fortinfissi Perugia) - Anna Adelusi (Club Italia) | - Yvon Beliën (Savino Del Bene Scandicci) - Astou Diagne (Volley Hermaea Olbia) - Francesca Bonciani (przerwa w karierze) - Maddalena Golfieri (szuka klubu) |
| w trakcie sezonu | |
| - Ofelia Malinov (Savino Del Bene Scandicci) | - Carlotta Cambi (Igor Gorgonzola Novara) |

| Megabox Ondulati Del Savio Vallefoglia | Megabox Ondulati Del Savio Vallefoglia |
| Przychodzą | Odchodzą |
| --- | --- |
| - Micha Hancock (Igor Gorgonzola Novara) - Merete Lutz (Kurobe AquaFairies) - Maja Aleksić (Voléro Le Cannet) - Immacolata Sirressi (Bartoccini Fortinfissi Perugia) - Sofia D'Odorico (Igor Gorgonzola Novara) - Valeria Papa (SC Potsdam) - Giulia Carraro (Voléro Le Cannet) - Vittoria Piani (Itas Trentino) - Beatrice Berti (Itas Trentino) - Melissa Martinelli (Cbf Balducci Hr Macerata) - Emma Barbero (Club Italia) | - Sinead Jack-Kısal (Eczacıbaşı Stambuł) - Kenia Carcasés Opón (Igor Gorgonzola Novara) - Ana Bjelica (CSM Târgoviște) - Sonja Newcombe (przerwa w karierze) - Kaisa Alanko (SF Paris Saint-Cloud) - Dayana Kosareva (Il Bisonte Firenze) - Francesca Scola (Trasporti Pesanti Casalmaggiore) - Giada Cecchetto (Volley Bergamo 1991) - Silvia Fiori (Cbf Balducci Hr Macerata) - Alexandra Botezat (Futura Giovani Busto Arsizio) - Viola Tonello (Futura Giovani Busto Arsizio) - Virginia Berasi (przerwa w karierze) |
| w trakcie sezonu | |
| - Andrea Drews - Raquel Lazaro (University of Louisville) - Eleonora Furlan (Prosecco Doc Imoco Conegliano) | |

| Bartoccini Fortinfissi Perugia | Bartoccini Fortinfissi Perugia |
| Przychodzą | Odchodzą |
| --- | --- |
| - Alexandra Lazic (E.Leclerc Moya Radomka Radom) - Tessa Polder (Voléro Le Cannet) - Stephanie Samedy (SSC Palmberg Schwerin) - Victoria Dilfer (University of Louisville) - Anamarija Galic (Nova Branik Maribor) - Benedetta Bartolini (Savino Del Bene Scandicci) - Martina Armini (Reale Mutua Fenera Chieri) - Giorgia Avenia (Acqua & Sapone Roma Volley Club) - Beatrice Gardini (Bsc Materials Sassuolo) | - Monika Gałkowska (Polskie Przetwory Pałac Bydgoszcz) - Helena Havelková (zakończenie kariery) - Britt Bongaerts (Allianz MTV Stuttgart) - Christina Bauer (Pays d'Aix Venelles) - Immacolata Sirressi (Megabox Ondulati Del Savio Vallefoglia) - Laura Melandri (Trasporti Pesanti Casalmaggiore) - Bintu Diop (Cuneo Granda S.Bernardo) - Gaia Guiducci (Il Bisonte Firenze) - Giulia Melli (Acqua & Sapone Roma Volley Club) - Anastasia Scarabottini (Serteco Volley School Genova) |
| w trakcie sezonu | |
| - Raymariely Santos (Pinkin de Corozal) - Clémence Garcia (Municipal Olympique Mougins VB) | - Stephanie Samedy (Prosecco Doc Imoco Conegliano) - Victoria Dilfer |

| Trasporti Pesanti Casalmaggiore | Trasporti Pesanti Casalmaggiore |
| Przychodzą | Odchodzą |
| --- | --- |
| - Lauren Carlini (THY Stambuł) - Alexandra Frantti (Reale Mutua Fenera Chieri) - Emilija Dimitrowa (PTT Spor Kulübü) - Juliët Lohuis (Allianz MTV Stuttgart) - Laura Melandri (Bartoccini Fortinfissi Perugia) - Elena Perinelli (Reale Fenera Mutua Chieri) - Chiara De Bortoli (Reale Fenera Mutua Chieri) - Francesca Scola (Megabox Ondulati Del Savio Vallefoglia) - Rebecca Piva (Valsabbina Millenium Brescia) - Benedetta Sartori (Futura Giovani Busto Arsizio) | - Polina Rəhimova (Kuzeyboru SK) - Kinga Szűcs (Polskie Przetwory Pałac Bydgoszcz) - Mkaela White (CSO Voluntari 2005) - Luna Carocci (zakończenie kariery) - Marina Zambelli (urlop macierzyński) - Marta Bechis (Acqua & Sapone Roma Volley Club) - Martina Ferrara (Acqua & Sapone Roma Volley Club) - Ludovica Guidi (Savino Del Bene Scandicci) - Erica Di Maulo (szuka klubu) |
| w trakcie sezonu | |
| - Courtney Buzzerio (University of Pittsburgh) | |

| Volley Bergamo 1991 | Volley Bergamo 1991 |
| Przychodzą | Odchodzą |
| --- | --- |
| - Lorrayna Marys (Grêmio Barueri) - Federica Stufi (Cuneo Granda S.Bernardo) - Laura Partenio (Pays d’Aix Venelles) - Laura Bovo (Cda Volley Talmassons) - Giulia Gennari (Prosecco Doc Imoco Conegliano) - Giorgia Frosini (Prosecco Doc Imoco Conegliano) - Giada Cecchetto (Megabox Ondulati Del Savio Vallefoglia) | - Marie Schölzel (Allianz MTV Stuttgart) - Alicia Ogoms (Terville Florange Olympique Club) - Ana Paula Borgo (przerwa w karierze) - Daniela Ohman (szuka klubu) - Sara Loda (Aydın Büyükşehir Belediyespor) - Isabella Di Iulio (Savino Del Bene Scandicci) - Fatim Kone (Reale Mutua Fenera Chieri) - Giorgia Faraone (Desi Shipping Akademia Messina) |

| Wash4Green Pinerolo | Wash4Green Pinerolo |
| Przychodzą | Odchodzą |
| --- | --- |
| - Martyna Grajber (ŁKS Commercecon Łódź) - Veronika Trnková (Acqua & Sapone Roma Volley Club) - Adelina Budăi-Ungureanu (E-Work Busto Arsizio) - Ilenia Moro (Itas Trentino) - Sofia Renieri (Volley Hermaea Olbia) - Laura Bortoli (Ipag Sorelle Ramonda Montecchio) | - Ylenia Pericati (Prosecco Doc Imoco Conegliano) - Jessica Joly (Itas Trentino) - Febe Faure Rolland (ASD Libellula Volley) - Elisabetta Tosini (Volley Parella Torino) - Carolina Pecorari (szuka klubu) - Alessia Midriano (szuka klubu) - Lavinia Zamboni (szuka klubu) |
| w trakcie sezonu | |
| - Yiwen Miao (Sichuan Volleyball) | |

| Cbf Balducci Hr Macerata | Cbf Balducci Hr Macerata |
| Przychodzą | Odchodzą |
| --- | --- |
| - Aleksandra Lipska (Grupa Azoty Chemik Police) - Symone Abbott (AO Thiras) - Akuabata Okenwa (Seap-Sigel Marsala) - Nikol Milanowa (Fatum Nyíregyháza) - Francesca Napodano (Savino Del Bene Scandicci) - Silvia Fiori (Megabox Ondulati Del Savio Vallefoglia) - Giorgia Quarchioni (Volley Soverato) - Beatrice Molinaro (Lpm Bam Mondovì) - Aurora Poli (Rizzotti Design Catania) | - Giulia Bresciani (Igor Gorgonzola Novara) - Melissa Martinelli (Megabox Ondulati Del Savio Vallefoglia) - Federica Stroppa (Tecnoteam Albese Volley Como) - Valeria Pizzolato (Lpm Bam Mondovì) - Francesca Michieletto (Itas Trentino) - Martina Ghezzi (Assitec Volleyball Sant'Elia) - Ilenia Peretti (ASD Giannino Pieralisi Jesi) - Alice Gasparroni (Fly Volley Marsala) |
| w trakcie sezonu | |
| - Laura Dijkema - Freya Aelbrecht (Olympiakos Pireus) | |